# Agroøkologi
Agroøkologi er en gren af videnskaben, der beskæftiger sig med de gensidige påvirkninger mellem planter, dyr, mennesker og miljø inden for systemer til produktion af fødevarer. Afledt herfra er det også en dyrkningsform, der anvender viden og principper fra den økologiske forskning for at fremme bæredygtig planlægning, udvikling og drift inden for landbruget. Det er målet at opnå bæredygtighed for alle dyrkningssystemer, og det omfatter både socialt-økonomiske, økologiske og miljømæssige sider af jordbruget.
Begrebet selv dukkede op I slutningen af 1970'erne. Det opstod ud fra erkendelsen af, at agrosystemerne under den grønne revolution var alt for afhængige af kemisk og mekanisk input i form af gødning, pesticider og kapitalintensive maskiner og af de specielle sorter, der var skabt på den nordlige halvkugle. Virkningen af disse dyrkningssystemer har haft en tendens til at forværre de sammenfiltrede sociale, politiske og økonomiske problemer i ulandene.
Landbrugets traditionelle, manipulerede "agroøkosystemer" i almindelighed afviger fra naturlige økosystemer på seks måder:
- fastholdelse på et tidligt successionstrin
- monokultur
- afgrøder dyrkes i rækker
- indskrænket biodiversitet
- jordbehandling, som kan medføre jorderosion
- brug af udvælgelse, krydsning eller genetisk manipulation

Modsat disse tendenser forsøger man gennem agroøkologi at mindste den menneskelige indflydelse på miljøet. Folk med en agroøkologisk opfattelse er kritisk indstillede overfor det moderne, industrialiserede landbrug, og de betragter industrimodellen som grundlæggende forkert i forhold til ønsket om bæredygtighed. I det stykke er agroøkologien forbundet med bevægelser, som søger tilbage til landbrugskulturen, eller det traditionelle landbrug. Dertil kommer moralske problemer, der er forbundet med, at jordbruget hænger sammen på globalt plan, hvilket berører emner som udvikling af landbrugsområder i ulandene og fødevareforsyning contra dyrkning af eksportafgrøder.

## Agroøkosystem
Agroøkosystem er et nøglebegreb inden for agroøkologien. Det defineres som et "halvvejs opdyrket økosystem, som står midt mellem de økosystemer, der kun er udsat for minimal, menneskelig påvirkning, og dem, der er under maksimal, menneskelig kontrol, som f.eks. byområder". Agroøkosystemer beskrives altså generelt som nye økosystemer, der producerer føde gennem dyrkning under menneskelig styring. I sin snævreste form defineres agroøkologi som "studiet af rent økologiske fænomener i dyrkede marker, så som forholdet mellem rovdyr og deres byttedyr eller konkurrencen mellem afgrøder og ukrudt.".

## Traditionelle overfor agroøkologiske dyrkningssystemer
Ved agroøkologisk dyrkning ser man først og fremmest på dyrkningssystemerne med økologens øjne. Det betyder, at man ikke vægter den økonomiske (dyrkning for nytteværdiens eller udbyttets skyld), eller den organisatoriske side (efterligning af industriel produktion). Dyrkede økosystemer skal derimod forstås og planlægges ud fra økologiske principper.
Successionstrin
Agroøkosystemer fastholdes på et tidligt successionstrin. De fleste afgrøder er arter, som hører til på tidlige successionstrin, og de kræver masser af sollys, vand og mineralske stoffer. Under naturlige betingelser ville disse afgrødearter blive erstattet af arter fra senere successionstrin, men mennesker forhindrer udviklingen ved at rydde dyrkningsjorden for anden vegetation og ved at beskytte afgrøderne mod naturlige forstyrrelser som planteædere, oversvømmelser, brande og uvejr.

Det er vanskeligt at undgå afgrødernes karakter af pionerplanter, men det er muligt at bøde på de værste virkninger ved at følge mere langsigtede planer for de enkelte dyrkningsarealer. Fra tidlig tid har man f.eks. indføjet hvileperioder for jorden, hvor man braklagde arealet og lod det fortsætte successionen frem til en tæt vegetation af høje og lave stauder (græsser og blomstrende planter). Arealet kunne så udnyttes til husdyrgræsning så længe det lå hen i brak.
Monokultur
Agroøkosystemer dyrkes normalt med afgrøder i monokultur: dvs. Store arealer tilplantet med same art. Denne metode kan forøge afgrødens sårbarhed over for sygdomme, og den kan føre til udpining af jordens indhold af mineralske stoffer (se gødning). Sædskifte er en af de metoder, man bruger for at undgå problemer ved monokultur.

Når man ønsker at følge et princip om "rationel dyrkning", vil fordelene ved monokultur springe i øjnene. Det kan dog være en overfladisk betragtningsmåde, for bag den ligger muligvis dybere tankemønstre, som filtrerer og styre opfattelsen af, hvad der er rationelt. Det rationelle skovbrug har i nogle generationer ment, at monokulturer af Rød-Gran var mest rationelt. I dag kan man se, at det ikke holder – ikke engang ud fra en snæver, økonomisk betragtning. Derfor er skovbruget og dele af landbruget på vej tilbage mod dyrkning af blandingskulturer, f.eks. ved at benytte sig af udlægsmetoden, så man opnår at holde to-tre kulturarter i dyrkning på samme areal, ved at følge et langt mere varieret sædskifte med en længere rotationsperiode eller ved at dyrke skiftende kulturer i et rækkesystem hen over den enkelte mark.
Rækkedyrkning
Dyrkede afgrøder er normalt plantet i rækker. I naturlige økosystemer gror de forskellige arter blandet mellem hinanden, hvad der gør dem mindre udsatte i forhold til skadedyr.

Når man mekaniserer landbruget, bliver det mest praktisk at indrette dyrkningssystemerne på en måde, så de bedst udnytter fordelene ved maskinerne: arbejdstempo og ensartethed. Ulempen er, at den bare jord mellem rækkerne bliver udsat for erosion og for, at ukrudtsarter etablerer sig. Dertil kommer, at rækkerne tvinger til, at man kører på en bestemt måde hen over jorden, og derved opstår der traktose (komprimering af jorden), som hæmmer eller umuliggør videre dyrkning. Man har forsøgt sig med mange fantasifulde plantningssystemer, som bryder rækkesystemet op, men de kræver alle en langt større anvendelse af menneskelig arbejdskraft, og den endelige løsning er endnu ikke fundet.
Biodiversitet
Agroøkosystemer har en yderst forenklet biodiversitet og meget simple fødekæder. Såvel skadedyr som rovdyr bliver efterstræbt og stort set holdt nede ved hjælp af forskellige bekæmpelsesmetoder.

Oprettelse af læhegn, sprøjtefrie zoner, landskabskorridorer, vildtremiser og andre refugier er alt sammen metoder, der bryder med den lave biodiversitet i de traditionelle dyrkningssystemer. Næste trin bliver bevidst beskyttelse og pleje af hele biotoper som bufferområder langs eller ved siden af de dyrkede marker. Ved biologisk bekæmpelse sigter man efter at holde problematiske skadedyr under kontrol ved hjælp af rovdyr eller snyltere, som lever af de skadelige dyr. Målet er ikke at udrydde skadedyrene, men kun at holde dem nede i et antal, som ikke overskrider en begrundet skadetærskel.
Jordbehandling
Jordbehandling – og især pløjning med muldfjæl – er meget forskellig fra naturlige forstyrrelser af jordbunden. Den udsætter jorden for vind- og vanderosion, den reducerer mængden af organisk stof, og den øger risikoen for udvaskning af vigtige næringsstoffer.

Det har vist sig, at det i høj grad er muligt at undvære pløjning. Nye redskaber og metoder betyder, at man kan løsne jorden og benytte sig af frostens skørnende evne uden at skulle vende dyrkningslaget ned i 30–40 cm dybde. Selv i det traditionelle landbrug har "reduceret jordbehandling" vist sig at være økonomisk fordelagtig, men problemet er, at de flerårige ukrudtsarter med dybtgående rodsystemer (Ager-Tidsel, Grå-Bynke og Butbladet Skræppe f.eks.) breder sig på marken, hvis man fravælger jordvending. Det er især vanskeligt at håndtere i dyrkningssystemer, hvor rodfrugtafgrøderne er ude af sædskiftet. Den renholdelse, som man fastholder i disse kulturer, holdt tidligere disse problemplanter nede.
Genmanipulation – før og nu
Siden landbrugets begyndelse for ca. 10.000 år siden har mennesker søgt at forbedre afgrøderne ved forskellige metoder: Man har renset sædekornet for fremmede frø, man har krydset arter for at opnå forbedrede egenskaber, man har kromosomfordoblet afgødearterne for at øge udbyttet, og nu senest er man I gang med at manipulere generne hos afgrøderne for at tilføre dem udvalgte egenskaber (hårdførhed, modstandsdygtighed, bedre aminosyrefordeling osv.).

Agoøkologiske metoder bygger på bevarelsen og plejen af gamle sorter af kulturplanterne og gamle, lokale husdyrracer. Det er også blevet klart, at kulturplanternes vildarter og deres oprindelige plantesamfund (se frugtbare halvmåne) rummer dyrkningsmæssige og ernæringsmæssige fordele, som kan genaktiveres ved nye metoder, f.eks. dyrkning af forenklede udgaver af hele plantesamfund på samme markstykke.

## Danske regler for økologisk landbrug
I henhold til retningslinjerne i Codex Alimentarius skal det økologiske landbrug bidrage til opfyldelsen af følgende målsætninger:
- øge den biologiske diversitet i hele systemet
- øge jordbundens biologiske aktivitet
- bevare jordbundens frugtbarhed på lang sigt
- genanvende grønt affald og gødning for at tilbageføre næringsstoffer til jordbunden og derved så vidt muligt undgå anvendelsen af ikke-vedvarende ressourcer
- udnytte de vedvarende ressourcer i de landbrugssystemer, der etableres lokalt
- fremme en korrekt anvendelse af jord, vand og luft for så vidt muligt at reducere alle former for forurening, der kan opstå som følge af dyrknings- og opdrætmetoder
- behandle landbrugsprodukterne – under særlig hensyntagen til forarbejdningsmetoderne – på en måde, der gør, at man i alle faser bevarer produktets biologiske integritet og væsentlige egenskaber
- etablere det økologiske landbrug på en eksisterende bedrift efter en omlægningsperiode, hvis længde afgøres af specifikke faktorer på stedet, f.eks. tidligere aktiviteter på bedriften, hvilke planter man ønsker at dyrke, og hvilke dyr man ønsker at opdrætte.